# سید عباس الموسوی
سیّد عبّاس الموسوی (به عربی: عبّاس الموسوي) (۲۶ اکتبر ۱۹۵۲ – ۱۶ فوریه ۱۹۹۲)، روحانی شیعه لبنانی، از مؤسسان و دومین دبیرکل حزب‌الله لبنان بود. سید عباس موسوی که در ۱۶ فوریه ۱۹۹۲ برای شرکت و سخنرانی در مراسم سالگرد راغب حرب به روستای جبشیت رفته بود، در راه بازگشت خودروی حامل او مورد حمله هلی‌کوپترهای اسرائیل قرار گرفت که در نتیجه آن وی، فرزند و همسرش ترور شدند.

## زندگی و تحصیلات
عباس الموسوی در در روستای نبی شیت از توابع بعلبک به دنیا آمد. تحصیلات حوزوی خود را در شهر صور آغاز نمود و برای ادامه آن به حوزه علمیه نجف رفت. موسوی در سال ۱۹۷۹ به لبنان بازگشت و حوزه علمیه بعلبک را تأسیس کرد. او پس از صبحی طفیلی، به عنوان دومین دبیرکل حزب‌الله لبنان انتخاب شد.
موسوی در سال ۱۹۶۶ در شهر صور با سید موسی صدر آشنا شد و به خواست او به حوزه علمیه صور (کانون تحقیقات اسلامی) که مؤسس آن موسی صدر بود رفت و به ادامه تحصیل پرداخت.
در سال ۱۹۶۷ برای پیگیری تحصیلات علوم دینی به حوزه علمیه نجف رفت و نزد استادان بزرگ آن حوزه به تحصیل در رشته‌های علوم اسلامی پرداخت. وی در کلاس‌های درس سید ابوالقاسم خویی و سید محمد باقر صدر می‌رفت و با سید محمد باقر صدر روابط نزدیک فکری و سیاسی برقرار کرد.

### بازگشت به لبنان
موسوی در این مدت ازدواج نمود، و این بار به همراه همسرش به نجف رفت. او با مشاهده ظلم صدام حسین بر مردم عراق در مقابل حکومت حاکم به فعالیت سیاسی پرداخت.
در سال که ۱۹۷۷ موسوی برای شرکت در مراسم عاشورا به لبنان آمده بود، نیروهای سازمان امنیت حزب بعث عراق چندین بار به محاصره و بازرسی منزل وی در نجف پرداختند و قصد دستگیری او را داشتند. چندی بعد به علت فشارهای مداوم پلیس عراق سید عباس موسوی به توصیه سید محمدباقر صدر به لبنان بازگشت. در سال ۱۹۷۹، حوزه علمیه بعلبک را تأسیس کرد. سپس به همراه همسرش حوزه الزهرا را جهت آموزش احکام اسلامی به راه انداخت.

## حزب‌الله لبنان
به دنبال اشغال لبنان توسط اسرائیل در سال ۱۹۸۲ سازمانی به نام بسیج عمومی مستضعفین شکل گرفت که بعدها به مقاومت اسلامی معروف شد. حزب‌الله در همین سال با توزیع اعلامیه‌ای به مناسبت کشتار صبرا و شتیلا و نیز یک سال بعد، به مناسبت کشته شدن راغب حرب، ضمن اعلام موجودیت، اهداف و طرح‌های خود را برای مسائل گوناگون لبنان اعلام کرد و خواستار تغییر نظام سیاسی این کشور شد. با تشکیل نظام جمهوری اسلامی در ایران توسط سید روح‌الله خمینی، موسوی با همفکری جمعی از روحانیون شیعه و تعدادی از شاگردان خود، با جدا شدن از جنبش امل که آن روزها پس از ربوده شدن موسی صدر و کشته شدن مصطفی چمران وارد جنگ داخلی با نیروهای مقاومت فلسطین شده بود، اقدام به تشکیل گروهی شبه نظامی به نام حزب‌الله لبنان در سال ۱۹۸۲ کرد. سید عباس موسوی در سال ۱۹۹۱ خود دبیر کلی این حزب را بر عهده گرفت.

## ترور
عبّاس موسوی در صبح روز یکشنبه ۱۶ فوریه ۱۹۹۲ میلادی برای شرکت در مراسم هشتمین سالگرد کشته شدن راغب حرب به سمت روستای جبشیت سفر کرد و پس از شرکت در مراسم و سخنرانی به سمت بیروت در حرکت بود. هلی‌کوپترهای اسراییلی به کاروان اتومبیل‌های سید عباس موسوی حمله کردند و با هدف قرار دادن خودروی وی، باعث کشته شدن او و فرزند و همسرش شدند.